# Соколов, Вадим Ильич
Вадим Ильич Соколов (23 августа 1902 года, Нижний Тагил — неизвестно) — советский военачальник, полковник (1942).

## Начальная биография
Вадим Ильич Соколов родился 23 августа 1902 года в Нижнем Тагиле.

## Военная служба

### Гражданская война
В октябре 1919 года призван в ряды РККА, после чего был направлен в Пермь, где формировался 57-й отдельный тяжёлый артиллерийский дивизион (5-я армия, Восточный фронт), в составе которого вскоре был назначен наводчиком орудия и принимал участие в боевых действиях против войск под командованием А. В. Колчака.
В августе 1920 года направлен на учёбу на 13-е Пермские артиллерийские курсы, в составе курсантской бригады которых принимал участие в боевых действиях в ходе советско-польской войны.

### Межвоенное время
По окончании войны учебная бригада вернулась вернулась в Пермь. После окончания учёбы в 1922 году Соколов на этих же курсах был назначен на должность командира взвода и вскоре принимал участие по подавлению Ишимского восстания.
В мае 1923 года направлен на учёбу в Красноярскую артиллерийскую школу, во время которой в составе Красноярского отряда ЧОН принимал участие в действиях по ликвидации бандформирований под командованием И. Н. Соловьёва.
После окончания учёбы в августе направлен в 36-й Волжский артиллерийский полк (36-я Забайкальская стрелковая дивизия, ОКДВА), дислоцированный в Чите, где служил на должностях командира взвода, помощника командира и командира батареи; находясь на последней, принимал участие в боевых действиях на КВЖД. В ноябре 1930 года назначен на должность командира батареи в составе 106-го стрелкового полка, в июле 1934 года — на должность помощника начальника штаба артиллерии дивизии. В 1937 году Соколов окончил Читинские артиллерийские курсы усовершенствования командного состава. В 1938 году 36-я стрелковая дивизия совершила марш на монголо-китайскую границу. За высокую боевую подготовку при совершении марша Вадим Ильич Соколов 23 февраля того же года был награждён орденом Красной Звезды.
В сентябре 1938 года назначен на должность командира 73-го отдельного дивизиона ПТО в составе 36-й мотострелковой дивизии (57-й особый корпус), после чего принимал участие в боевых действиях на реке Халхин-Гол, за что был награждён орденом Ленина.
В ноябре 1939 года назначен на должность командира 414-го артиллерийского полка (125-я стрелковая дивизия), после чего участвовал в ходе советско-финской войны. В июле 1940 года дивизия была включена в состав Прибалтийского военного округа.

### Великая Отечественная война
С началом войны находился на прежней должности. Полк под командованием Соколова в составе Северо-Западного фронта принимал участие в боевых действиях в ходе приграничного сражения и Прибалтийской оборонительной операции. 22 июня был ранен, но остался в строю.
20 июля 1941 года назначен на должность 73-го артиллерийского полка в составе 11-го стрелкового корпуса, а в августе того же года — на должность на должность командира артиллерии 48-й стрелковой дивизии. В ходе боёв под Ораниенбаумом вновь был ранен и после месяца лечения в госпитале в Ленинграде вернулся на прежнюю должность.
В январе 1942 года назначен на должность 14-й противотанковой бригады в составе Ленинградского фронта, а в июне — на должность командира 3-й истребительной артиллерийской дивизии, после расформирования которой в августе Соколов назначен на должность заместителя командующего артиллерией 5-й армии на Западном фронте, а в ноябре — на должность командира 2-й артиллерийской дивизии РГК, которая в январе 1943 года принимала участие в боевых действиях по прорыву блокады Ленинграда.
В феврале 1943 года назначен на должность командира артиллерии 30-го Уральского добровольческого танкового корпуса, формировавшегося в Свердловске. В период с 26 февраля по 27 марта исполнял должность командира корпуса.
В апреле 1944 года назначен на должность командира артиллерии 101-го стрелкового корпуса.

### Послевоенная карьера
После окончания войны Соколов находился на прежней должности в составе Прикарпатского военного округа. После расформирования корпуса в 1946 году назначен на должность командира артиллерией 23-й, затем 27-й механизированных дивизий.
После окончания Высших академических курсов при Артиллерийской академии имени Ф. Э. Дзержинского в 1949 году назначен на должность заместителя командующего артиллерией 38-й армии (Прикарпатский военный округ).
В сентябре 1953 года полковник Вадим Ильич Соколов вышел в отставку.
Дальнейшая судьба не установлена.

## Награды
- Два ордена Ленина (17.11.1939, 21.02.1945);
- Три ордена Красного Знамени (03.11.1944, 15.05.1945, 15.11.1950);
- Орден Богдана Хмельницкого 2 степени (29.06.1945);
- Орден Красной Звезды (23.02.1938);
- Медали;
- Иностранные награды.